# Karol Radziwonowicz
Karol Mikołaj Radziwonowicz (ur. 2 marca 1958 w Warszawie) – polski pianista.

## Życiorys
W 1982 r. ukończył Akademię Muzyczną im. Fryderyka Chopina w Warszawie. W 1983 r. został laureatem Festiwalu Pianistyki Polskiej w Słupsku. Studiował także w Ameryce Północnej w Bloomington na Indiana University School of Music w latach 1987–1988. Jako pierwszy pianista w historii muzyki polskiej opanował wszystkie dzieła fortepianowe Ignacego Jana Paderewskiego, wydane na czterech płytach kompaktowych w Polsce. Na CD ujrzały także światło dzienne jego interpretacje utworów Fryderyka Chopina oraz Karola Mikulego i Juliusza Zarębskiego. Koncertował w wielu krajach Europy, Azji, Ameryki Północnej, Ameryki Południowej, Afryki, Australii oraz w Indiach. Piastuje stanowisko prezesa Międzynarodowego Towarzystwa Muzyki Polskiej im. I.J. Paderewskiego w Warszawie.
W 2006 otrzymał Brązowy Krzyż Zasługi.